# Кріулін Станіслав Володимирович
Станіслав Володимирович Кріулін (нар. 18 квітня 1975, Куп'янськ, Харківська область, УРСР) — український та російський футболіст та тренер, виступав на позиції захисника та півзахисника. 

## Життєпис
З 1996 по 1997 рік виступав за куп'янський «Оскіл», в 34 матчах відзначився 1 голом. У липні 1997 року перебував на перегляді у луганській «Зорі», зіграв 2 матчі у Кубку України.
З 1999 по 2000 рік виступав за «Кривбас», провів 12 матчів у чемпіонаті, двічі став бронзовим призером чемпіонату України і одного разу фіналістом Кубка. Окрім цього, зіграв 25 матчів, в яких відзначився 3 голами, за «Кривбас-2».
У 2001 році переїхав до Росії, де продовжив кар'єру в тульському «Арсеналі», у тому сезон в 29 матчах забив 2 м'ячі в першості і 2 гри провів у Кубку Росії. 2002 рік провів у «Кубані», зіграв 14 зустрічей і відзначився 1 голом у першості, а також 1 матч провів у Кубку. Потім повернувся в «Арсенал», де з 2003 по 2004 рік зіграв 40 матчів і відзначився 5 голами в першості, ще провів 7 матчів та відзначився 1 голом у Кубку.
У 2004 році провів 4 поєдинки за «Гомель» з Білорусі. У 2005 році знову повернувся в «Арсенал», за який зіграв 27 матчів і відзначився 1 голом. Сезон 2006 року провів у владимирському «Торпедо», зіграв 32 матчі в першості, ще провів 4 поєдинки та відзначився 1 голом у Кубку Росії.
З 2007 по 2010 виступав за аматорський клуб «Локомотив» з рідного Куп'янська, зіграв 17 матчів у чемпіонаті ААФУ і 1 матч у Кубку ААФУ. У футболці куп'янського клубу в 2010 році завершив футбольну кар'єру.

## Досягнення
- Вища ліга чемпіонату України
  -  Бронзовий призер (2): 1998/99, 1999/00

- Кубок України
  -  Фіналіст (1): 1999/00

- Друга ліга Росії (зона «Захід»)
  -  Чемпіон (1): 2003

- Кубок ПФЛ Росії
  -  Володар (1): 2003